# Gyptis rosea
Gyptis rosea är en ringmaskart som beskrevs av Marion 1875. Gyptis rosea ingår i släktet Gyptis, och familjen Hesionidae. Arten är reproducerande i Sverige. Inga underarter finns listade i Catalogue of Life.